# Roberto Carnaghi
Roberto Luis Carnaghi  (Avellaneda, provincia de Buenos Aires; 13 de mayo de 1938) es un actor argentino de cine, teatro y televisión. En 2006 ganó el Premio ACE de Oro.

## Carrera
Nació en Avellaneda, al sur del Gran Buenos Aires, pero en su infancia se trasladó a la localidad de Villa Adelina, en el Partido de San Isidro.
Inicia sus estudios teatrales en 1959, en el Teatro Escuela Municipal de San Isidro. En 1966 egresó de la Escuela Nacional de Arte Dramático.
En sus muchos años de carrera, participó en aproximadamente sesenta obras de teatro, cuarenta y cuatro películas, más de cincuenta programas de televisión, y por lo menos cien publicidades. Supo amoldarse a diferentes propuestas cómicas que iban del humor político con Tato Bores, al humor de sketch con Antonio Gasalla, en telenovelas, incluso en adaptaciones de formatos extranjeros como la sitcom La niñera, sin perder vigencia, popularidad y audiencia.

## Filmografía

### Cine
| Año  | Título                                      | Personaje                  |
| ---- | ------------------------------------------- | -------------------------- |
| 1970 | Este loco verano                            | -                          |
| 1970 | La fidelidad                                | -                          |
| 1971 | Alianza para el progreso                    | -                          |
| 1972 | Disputas en la cama                         | -                          |
| 1972 | El picnic de los Campanelli                 | Cura                       |
| 1974 | Secuestro y muerte de Mr. Dupont            | -                          |
| 1974 | La flor de la mafia                         | Homosexual 1               |
| 1974 | Yo tengo fe                                 | Policía                    |
| 1975 | Los chantas                                 | Conserje                   |
| 1975 | La Raulito                                  | -                          |
| 1975 | Los chiflados dan el golpe                  | -                          |
| 1976 | La noche del hurto                          | -                          |
| 1976 | Juan que reía                               | -                          |
| 1976 | Dos locos en el aire                        | -                          |
| 1977 | Basta de mujeres                            | -                          |
| 1979 | Vivir con alegría                           | -                          |
| 1979 | Este loco amor loco                         | -                          |
| 1980 | Crucero de placer                           | -                          |
| 1980 | Queridas amigas                             | -                          |
| 1980 | Ritmo a todo color                          | -                          |
| 1980 | Los superagentes y la gran aventura del oro | -                          |
| 1981 | Los Parchís contra el inventor invisible    | -                          |
| 1984 | El juguete rabioso                          | -                          |
| 1984 | Los insomnes                                | -                          |
| 1988 | Sinfín                                      | -                          |
| 1991 | Ya no hay hombres                           | -                          |
| 1993 | De eso no se habla                          | -                          |
| 1994 | Una sombra ya pronto serás                  | -                          |
| 1995 | 20 de junio (cortometraje)                  | -                          |
| 1995 | De mi barrio con amor                       | -                          |
| 1996 | La casa de azúcar (inconclusa)              | -                          |
| 1996 | Sol de otoño                                | -                          |
| 1996 | La maestra normal                           | -                          |
| 1996 | Moebius                                     | Marcos Blasi               |
| 1997 | Noche de ronda                              | -                          |
| 1997 | Fuga de cerebros                            | Comisario                  |
| 1997 | Plaza de almas                              | -                          |
| 1997 | Momentos robados                            | -                          |
| 1998 | El desvío                                   | Morales                    |
| 1998 | Cohen vs. Rosi                              | Giancarlo Rosi             |
| 1998 | Dibu 2, la venganza de Nasty                | Sr. Mor y Nasty-Mor        |
| 1998 | Comisario Ferro                             | Forense                    |
| 1999 | Zapallares (cortometraje)                   | -                          |
| 1999 | Tres veranos                                | Ricardo                    |
| 2000 | El amor y el espanto                        | -                          |
| 2001 | Visita                                      | Lali                       |
| 2001 | Loco, posee la fórmula de la felicidad      | -                          |
| 2001 | Chiquititas, rincón de luz                  | Intendente                 |
| 2002 | ¿Y dónde está el bebé?                      | -                          |
| 2002 | Mercano, el marciano                        | (voz)                      |
| 2002 | Bahía mágica                                | Capitán                    |
| 2004 | Ay, Juancito                                | -                          |
| 2004 | Teo, cazador intergaláctico                 | Siniestri (voz)            |
| 2004 | Otra vuelta                                 | Tío Basilio                |
| 2005 | Elsa y Fred                                 | Gabriel                    |
| 2005 | Vuelo de libertad (cortometraje)            |                            |
| 2006 | Valdemar de Buenos Aires                    | -                          |
| 2007 | Regresados                                  |                            |
| 2007 | Ratatouille                                 | Anton Ego (doblaje)        |
| 2009 | Esperando la carroza 2                      | Jorge Musicardi            |
| 2009 | Una cita, una fiesta y un gato negro        | De Negris                  |
| 2009 | 100% Lucha, el amo de los clones            |                            |
| 2009 | Up                                          | Charles F. Muntz (doblaje) |
| 2011 | El secreto de Lucía                         | Giordano                   |
| 2012 | La cacería                                  | Elías Waisman              |
| 2014 | Un amor en tiempos de selfies               | Miguel (Patriarca)         |
| 2015 | El almuerzo                                 | Horacio Ratti              |
| 2016 | La última fiesta                            | Norberto Núñez             |
| 2016 | Ecuación, los malditos de Dios              | Padre Alfredo              |
| 2018 | No llores por mí, Inglaterra                | Pascual Ruiz Huidobro      |
| 2019 | A oscuras                                   | Romualdo                   |
| 2019 | El sonido de los tulipanes                  | Tonio Di Marco             |
| 2019 | El día que me muera                         | Marcos                     |
| 2022 | Guía para muertos recientes                 |                            |

### Televisión
| Año       | Título                                      | Personaje                              |
| --------- | ------------------------------------------- | -------------------------------------- |
| 1980      | Jettatore                                   | Don Juan                               |
| 1980      | Filomena Marturano                          | Alfredo                                |
| 1981-1982 | Muchachas de hoy                            | Stanley Ojeda Monteros                 |
| 1984-1988 | Buscavidas                                  | El Loro                                |
| 1985      | El pulpo negro                              | Alfredo Luque                          |
| 1986      | Babilonia                                   |                                        |
| 1987      | Ficciones                                   |                                        |
| 1989      | La bonita pagina                            |                                        |
| 1990      | Amigos son los amigos                       |                                        |
| 1990      | Tato en busca de la vereda del sol          | Político Corrupto                      |
| 1991      | Tato, la leyenda continúa                   | Político Corrupto                      |
| 1991      | El oro y el barro                           | Policía                                |
| 1992      | Stan et Achille                             | Sargento Sánchez                       |
| 1992      | Tato de América                             | Político Corrupto                      |
| 1993      | Good Show                                   |                                        |
| 1993      | Son de diez                                 |                                        |
| 1994      | El palacio de la risa                       | Varios personajes                      |
| 1994      | Para toda la vida                           |                                        |
| 1994      | Sin Condena                                 | Horacio                                |
| 1994      | Aprender a volar                            |                                        |
| 1998      | La condena de Gabriel Doyle                 |                                        |
| 1999      | La Argentina de Tato                        | Mario Puzzo                            |
| 2000      | Primicias                                   | Miguel Di Nardo                        |
| 2000      | Tiempo final                                |                                        |
| 2001      | Poné a Francella                            | Varios                                 |
| 2001      | Cuentos de película: Visita                 |                                        |
| 2002      | Franco Buenaventura, el profe               | Octavio Buenaventura alias Antonio     |
| 2003      | Soy gitano                                  | Don Vittorio 'Vito' Malvestiti         |
| 2003      | Disputas                                    | Flavio                                 |
| 2004      | La Niñera                                   | Fidel                                  |
| 2004      | Panadería los Felipe                        |                                        |
| 2005      | Numeral 15                                  | Ep: "Sin crédito"                      |
| 2005      | Doble vida                                  | Marcos                                 |
| 2005      | Amor mío                                    | Alejandro Chapas                       |
| 2006      | Montecristo                                 | Lisandro Donosso                       |
| 2007      | El Capo                                     | Moisés Svarsky                         |
| 2008      | Aquí no hay quien viva                      | Hipólito                               |
| 2008      | Algo habrán hecho por la historia argentina | Lisandro de la Torre                   |
| 2008      | Todos contra Juan                           | Él mismo                               |
| 2009-2010 | Botineras                                   | Humberto Arregui                       |
| 2010-2011 | Contra las cuerdas                          | Hugo                                   |
| 2011      | Diálogos fundamentales del Bicentenario     | Lula Da Silva/Lisandro de la Torre     |
| 2011      | Tiempo de pensar                            |                                        |
| 2011      | Un año para recordar                        | Augusto                                |
| 2011      | Los Sónicos                                 | El Sapo                                |
| 2012      | Graduados                                   | Elías Goddzer                          |
| 2013      | En terapia                                  | José Rotztein                          |
| 2013      | Esa mujer                                   | Orlando López Zambrano                 |
| 2015      | Signos                                      | Miguel Abdala                          |
| 2015      | Conflictos modernos                         | Alberto Lemos Ep: "Telecomunicaciones" |
| 2015      | Las palomas y las bombas                    | Fabrizio                               |
| 2015      | Milagros en campaña                         | Rodolfo Romano                         |
| 2016      | Si solo si                                  | Roberto                                |
| 2016      | Loco por vos                                | Edgardo                                |
| 2017-2018 | Soy Luna                                    | Alfredo Bilder                         |
| 2019      | Apache, la vida de Carlos Tévez             | Gandhi                                 |
| 2019      | Atrapa a un ladrón                          | Román Robles                           |

## Teatro
| Año       | Título                                         | Papel |
| --------- | ---------------------------------------------- | ----- |
| 1971      | El casamiento de Laucha                        | Actor |
| 1973      | Macbeth                                        | Actor |
| 1974      | Se armó la murga                               | Actor |
| 1976      | El Maipo de gala                               | Actor |
| 1977      | Casamiento entre vivos y muertos               | Actor |
| 1977-1978 | Cyrano de Bergerac                             | Actor |
| 1977-1978 | Don Juan                                       | Actor |
| 1979      | Escenas de la calle                            | Actor |
| 1979-1980 | El alcalde de Zalamea                          | Actor |
| 1980      | Hamlet                                         | Actor |
| 1980      | La historia del soldado                        | Actor |
| 1980      | El pibe de oro                                 | Actor |
| 1981-1982 | El mago (El alquimista)                        | Actor |
| 1982      | Los cuernos de Don Friolera                    | Actor |
| 1982-1983 | Santa Juana                                    | Actor |
| 1983      | Bienaventurados                                | Actor |
| 1983-1984 | Subterráneo Buenos Aires                       | Actor |
| 1984      | Babilonia                                      | Actor |
| 1985      | Primaveras                                     | Actor |
| 1985      | Cuatro caballetes                              | Actor |
| 1985      | No hay que llorar                              | Actor |
| 1986      | Tartufo                                        | Actor |
| 1986      | Los pilares de la sociedad                     | Actor |
| 1987      | Tres hermanas                                  | Actor |
| 1988      | La ópera de dos centavos                       | Actor |
| 1989      | Peer Gynt                                      | Actor |
| 1989      | Morgan                                         | Actor |
| 1989      | El burlador de Sevilla                         | Actor |
| 1990      | Anclado en Madrid                              | Actor |
| 1990      | El hospital de los podridos y otras maravillas | Actor |
| 1991-1992 | Sacco y Vanzetti                               | Actor |
| 1993      | Black comedy                                   | Actor |
| 1997      | Ricardo III                                    | Actor |
| 1998      | Alicia en el País de las Maravillas            | Actor |
| 1998      | El jardín de los cerezos                       | Actor |
| 1998-1999 | Ya nadie recuerda a Frederic Chopin            | Actor |
| 1999      | Shylock (El mercader de Venecia)               | Actor |
| 1999      | Tango por Pablo                                | Actor |
| 2000      | La cena de los tontos                          | Actor |
| 2001      | El señor Puntila y su criado Matti             | Actor |
| 2003      | Robó, huyó y lo votaron                        | Actor |
| 2003-2004 | Discepolín y yo                                | Actor |
| 2005      | La resistible ascensión de Arturo Ui           | Actor |
| 2006      | Rey Lear                                       | Actor |
| 2007-2008 | La jaula de las locas                          | Actor |
| 2008      | La vuelta al mundo                             | Actor |
| 2009-2010 | Rey Lear                                       | Actor |
| 2011      | El patio de la morocha                         | Actor |
| 2011-2012 | Mateo                                          | Actor |
| 2012      | Las brujas de Salem                            | Actor |
| 2013-2014 | Chau papá                                      | Actor |
| 2014      | Expediente 1983                                | Actor |
| 2014-2015 | Así es la vida                                 | Actor |
| 2016      | Jugadores                                      | Actor |
| 2017      | La farsa de los ausentes                       | Actor |
| 2018      | El casamiento                                  | Actor |
| 2019      | Aquí cantó Gardel                              | Actor |

## Premios y nominaciones
| Año  | Premio                           | Categoría                                  | Programa                             | Resultado |
| ---- | -------------------------------- | ------------------------------------------ | ------------------------------------ | --------- |
| 1991 | Premio Konex - Diploma al Mérito | Actor de Comedia Radio y TV                | Trayectoria última década            | Ganador   |
| -    | Premio ACE                       | Actor de reparto                           | Sacco y Vanzetti                     | Nominado  |
| -    | Premio ACE                       | Actor de reparto                           | Black Comedy                         | Nominado  |
| -    | Premio ACE                       | Actor de reparto                           | Así es la vida                       | Nominado  |
| 1993 | Premio Martín Fierro             | Actor de reparto                           | Good Show                            | Ganador   |
| 1994 | Premio Martín Fierro             | Actor Cómico                               | El palacio de la risa                | Nominado  |
| 1995 | Premio Martín Fierro             | Actor Cómico                               | El palacio de la risa                | Ganador   |
| 1996 | Premio Tabaré                    | Trayectoria                                | -                                    | Ganador   |
| 1996 | Premio Magazine                  | Trayectoria                                | -                                    | Ganador   |
| 1998 | Premio Tabaré                    | Trayectoria                                | -                                    | Ganador   |
| 2000 | Premio Martín Fierro             | Actor de reparto                           | Primicias y Tiempo final             | Nominado  |
| 2001 | Premio Konex - Diploma al Mérito | Actor de Teatro                            | Trayectoria última década            | Ganador   |
| 2003 | Premio Martín Fierro             | Actor de reparto en Unitario y/o Miniserie | Disputas                             | Nominado  |
| 2003 | Premio Martín Fierro             | Participación especial en Ficción          | Soy gitano                           | Nominado  |
| 2004 | Premio Martín Fierro             | Actor de reparto en Comedia                | La niñera                            | Ganador   |
| 2006 | Premio ACE                       | Premio ACE de Oro                          | La resistible ascensión de Arturo Ui | Ganador   |
| 2006 | Premio Clarín                    | Actor Dramático                            | Montecristo                          | Ganador   |
| 2006 | Premio Martín Fierro             | Actor de reparto en Drama                  | Montecristo                          | Ganador   |
| 2007 | Premio Clarín                    | Actor Dramático                            | El Capo                              | Nominado  |
| 2007 | Premio Martín Fierro             | Actor Protagonista de Comedia              | El Capo                              | Nominado  |
| 2010 | Premio Martín Fierro             | Actor de reparto                           | Botineras y Contra las cuerdas       | Nominado  |
| 2012 | Premios Tato                     | Actor de reparto en ficción diaria         | Graduados                            | Ganador   |
| 2012 | Premio Martín Fierro             | Actor de reparto                           | Graduados                            | Nominado  |
| 2013 | Premio Martín Fierro             | Actor de reparto                           | En terapia                           | Ganador   |
| 2016 | Premio Shakespeare               | Trayectoria                                | -                                    | Ganador   |
| 2018 | Premio Trinidad Guevara          | Trayectoria                                | -                                    | Ganador   |